# Somers (Nowy Jork)
Somers – miasto w Stanach Zjednoczonych, w stanie Nowy Jork, w hrabstwie Westchester.